# مستشفى جامعة القدس التعليمي
مستشفى جامعة القدس التعليمي هي مؤسسة رعاية صحية فلسطينية مقرها في محافظة القدس، فلسطين. وهي تابعة لجامعة القدس وتدير أربعة مرافق في فلسطين. تعمل المستشفى كمستشفى تعليمي لطلاب الطب ويقدم خدمات الرعاية الصحية للمجتمع المحلي.
تقدم المستشفى مجموعة من الخدمات الطبية، بما في ذلك العيادات الخارجية، ورعاية المرضى الداخليين، وخدمات الطوارئ، والتصوير التشخيصي، والخدمات المخبرية، والأقسام المتخصصة المختلفة مثل الجراحة، والطب الباطني، وطب الأطفال، وأمراض النساء والتوليد، وغيرها. يقوم مستشفى جامعة القدس التعليمي بتشغيل واحدة من أكبر شبكات المستشفيات في فلسطين، والمنتشرة في جميع أنحاء أراضي الضفة الغربية.

## تاريخ
تأسست جامعة القدس نفسها عام 1984 استجابة للحاجة إلى فرص التعليم العالي للفلسطينيين في القدس. تهدف الجامعة إلى توفير تعليم جيد في مختلف المجالات، بما في ذلك الطب. إنشأت المستشفى التعليمي التابعة لجامعة القدس استكمالاً للتعليم الطبي الذي تقدمه الجامعة. إنه بمثابة ساحة تدريب عملي لطلاب الطب والمتدربين والأطباء المقيمين، مما يسمح لهم باكتساب الخبرة العملية في البيئة السريرية.
أدت اتفاقيات أوسلو الموقعة بين إسحق رابين وياسر عرفات إلى إنشاء السلطة الوطنية الفلسطينية، التي شكلت نظام الرعاية الصحية الجديد في فلسطين. ونتيجة لذلك، إنشأت مستشفى جامعة القدس التعليمي الجديد عام 1994، بموجب مرسوم أصدره عرفات. وفي عام 1998، جهزت المستشفى بالعديد من المعدات والأدوات. بتمويل من الصندوق العربي.
تأسست مؤسسة كلية الطب في جامعة القدس في 3 تموز 1997. وكانت في ذلك الوقت مدرسة الطب الوحيدة في دولة فلسطين بأكملها. وفي وقت لاحق، قامت المؤسسة أيضًا بتوسيع عملياتها في جامعات أخرى في البلاد، جامعة النجاح الوطنية في نابلس وجامعة الأزهر والجامعة الإسلامية، وكلاهما في غزة.
منذ الحرب المستمرة في غزة، واجه المستشفى والجامعة أيضًا العديد من القضايا السياسية والعسكرية.

## الأكاديميين
حصل المستشفى على المرتبة الثانية في علم الأحياء في فلسطين. تنظم رؤى الريماوي، خريجة الكلية، برنامجًا لجمع التبرعات.